# Évolution du Collège cardinalice au XIIIe siècle

Cet article présente les évolutions au sein du Sacré Collège ou collège des cardinaux au cours du XIIIe siècle sous les pontificats de Innocent III (1198-1216), Honorius III (1216-1227), Grégoire IX (1227-1241), Célestin IV (1241), Innocent IV (1243-1254), Alexandre IV (1254-1261), Urbain IV (1261-1264), Clément IV (1265-1268), Grégoire X (1271-1276), Innocent V (1276), Adrien V (1276), Jean XXI (1276-1277), Nicolas III (1277-1280), Martin IV (1281-1285), Honorius IV (1285-1287), Nicolas IV (1288-1292), Célestin V (1194) et Boniface VIII (1294-1303).

## Évolution numérique au cours du pontificat deInnocent III(1198-1216)
| Date             | Évènement                                                                          | Pays                                        | Total |
| ---------------- | ---------------------------------------------------------------------------------- | ------------------------------------------- | ----- |
| 08/01/1198       | Cardinaux au moment du Conclave de 1198,                                           | États pontificaux                           | 35    |
| 08/01/1198       | Élection papale du cardinal Lotario dei conti di Segni sous le nom de Innocent III | États pontificaux                           | 34    |
| 12/1198          | Consistoire : création de deux cardinaux                                           | États pontificaux                           | 36    |
| 11/09/1199       | Décès du cardinal Henri de Sully                                                   | France                                      | 35    |
| 09/10/1199       | Décès du cardinal Bobone di San Teodoro                                            | États pontificaux                           | 34    |
| 1200             | Décès du cardinal Simeone Paltinieri                                               | République de Venise                        | 33    |
| 1200             | Décès du cardinal Gérard                                                           | France                                      | 32    |
| vers 1200        | Décès du cardinal Niccolo                                                          | États pontificaux                           | 31    |
| après 04/08/1200 | Décès du cardinal Niccolò Scolari                                                  | États pontificaux                           | 30    |
| 25/10/1200       | Décès du cardinal Conrad Ier de Wittelsbach                                        | Saint-Empire                                | 29    |
| 12/1200          | Consistoire : création de cinq cardinaux                                           | États pontificaux                           | 34    |
| 1200/1201        | Décès du cardinal Niccolo Bobone                                                   | États pontificaux                           | 33    |
| 1201             | Décès du cardinal Pandolfo Masca                                                   | République de Lucques ou République de Pise | 32    |
| 15/07/1202       | Décès du cardinal Gregorio                                                         | États pontificaux                           | 31    |
| 07/09/1202       | Décès du cardinal Guillaume aux Blanches Mains                                     | France                                      | 30    |
| 12/1202          | Consistoire : création de trois cardinaux                                          | États pontificaux                           | 33    |
| vers 1202        | Décès du cardinal Gregorio de San Apostolo                                         | États pontificaux                           | 32    |
| 1203             | Décès du cardinal Graziano                                                         | États pontificaux                           | 31    |
| 1204             | Décès du cardinal Bernardo                                                         | États pontificaux                           | 30    |
| 1205             | Consistoire : création de douze cardinaux                                          | États pontificaux                           | 42    |
| vers 1205        | Décès du cardinal Gualterio                                                        | États pontificaux                           | 41    |
| 08/08/1205       | Décès du cardinal Matteo                                                           | États pontificaux                           | 40    |
| 03/1206          | Consistoire : création d'un cardinal                                               | États pontificaux                           | 41    |
| vers 1206        | Décès du cardinal Pietro di Morra                                                  | Royaume de Sicile                           | 40    |
| 09/03/1206       | Décès du cardinal Ugo Bobone                                                       | États pontificaux                           | 39    |
| 23/03/1206       | Décès du cardinal Giordano di Ceccano                                              | Royaume de Sicile                           | 38    |
| 05/04/1206       | Décès du cardinal Ottaviano di Paoli                                               | États pontificaux                           | 37    |
| 30/07/1206       | Décès du cardinal Guy Paré                                                         | France                                      | 36    |
| 1207             | Consistoire : création de deux cardinaux                                           | États pontificaux                           | 38    |
| 23/08/1207       | Décès du cardinal Gregorio Crescenzi                                               | États pontificaux                           | 37    |
| 22/04/1208       | Décès du cardinal Jean de Salerne                                                  | Royaume de Sicile                           | 36    |
| 1208             | Décès du cardinal Pietro Diana                                                     | États pontificaux                           | 35    |
| 1208             | Décès du cardinal Gerardo Allucingoli                                              | République de Lucques                       | 34    |
| 28/01/1210       | Décès du cardinal Pietro                                                           | Royaume de Sicile                           | 33    |
| 30/05/1210       | Décès du cardinal Roffredo dell'Isola                                              | États pontificaux                           | 32    |
| 14/12/1210       | Décès du cardinal Soffredo                                                         | Pistoia                                     | 31    |
| 1210/1211        | Décès du cardinal Giovanni                                                         | Royaume germanique d'Italie                 | 30    |
| 13/03/1211       | Décès du cardinal Uberto da Pirovano                                               | Royaume d'Italie                            | 29    |
| 14/03/1211       | Décès du cardinal Pietro Gallozia                                                  | États pontificaux                           | 28    |
| 05/1211          | Consistoire : création d'un cardinal                                               | États pontificaux                           | 29    |
| 30/05/1211       | Décès du cardinal Gregorio Carelli                                                 | États pontificaux                           | 28    |
| 18/02/1212       | Consistoire : création de six cardinaux                                            | États pontificaux                           | 34    |
| après 04/1212    | Décès du cardinal Gerardo da Sessa                                                 | Royaume d'Italie                            | 33    |
| 1213             | Consistoire : création de deux cardinaux                                           | États pontificaux                           | 35    |
| 1213             | Décès du cardinal Roger                                                            | Saint-Empire                                | 34    |
| 14/06/1213       | Décès du cardinal Giovanni Conti di Segni                                          | États pontificaux                           | 33    |
| 30/08/1214       | Décès du cardinal Pierre de Capoue                                                 | Royaume de Sicile                           | 32    |
| 11/1215          | Décès du cardinal Giovanni di San Paolo                                            | États pontificaux                           | 31    |
| 29/11/1215       | Décès du cardinal Angelo                                                           | États pontificaux                           | 30    |
| 1216             | Consistoire : création de sept cardinaux                                           | États pontificaux                           | 37    |
| 16/07/1216       | Décès du pape Innocent III                                                         | États pontificaux                           | 37    |

## Cardinaux créés auXIIIesiècle
- Par Innocent III (1198-1216) : 41 cardinaux dans 10 consistoires
- Par Honorius III (1216-1227) : 9 cardinaux dans 6 consistoires
- Par Grégoire IX (1227-1241) : 16 cardinaux dans 5 consistoires
- Aucun cardinal créé par Célestin IV (1241)
- Par Innocent IV (1243-1254) : 15 cardinaux dans 2 consistoires
- Par Alexandre IV (1254-1261) : 2 cardinaux
- Par Urbain IV (1261-1264) : 14 cardinaux dans 2 consistoires
- Par Clément IV (1265-1268) : 1 cardinal
- Par Grégoire X (1271-1276) : 5 cardinaux dans 1 consistoire
- Aucun cardinal créé par Innocent V (1276)
- Aucun cardinal créé par Adrien V (1276)
- Aucun cardinal créé par Jean XXI (1276-1277)
- Par Nicolas III (1277-1280) : 9 cardinaux dans 1 consistoire
- Par Martin IV (1281-1285) : 7 cardinaux dans 1 consistoire
- Par Honorius IV (1285-1287) : 1 cardinal
- Par Nicolas IV (1288-1292) : 6 cardinaux dans 1 consistoire
- Par Célestin V (1194) : 13 cardinaux dans 1 consistoire
- Par Boniface VIII (1294-1303) : 15 cardinaux dans 5 consistoires
- Au total : 154 cardinaux créés au XIIIe siècle.